# Khoảng biến thiên
Khoảng biến thiên, trong thống kê, là một đại lượng mô tả mức độ phân tán của dữ liệu. Khoảng biến thiên được tính bằng cách lấy giá trị quan sát lớn nhất trừ đi giá trị quan sát nhỏ nhất.
Tuy đại lượng này dễ tính toán, song lại ít được sử dụng vì nó chỉ dựa vào hai giá trị lớn nhất và nhỏ nhất nên không phản ánh được các phân bố nội bộ tập dữ liệu.